# Inoussa Ousseini
Inoussa Ousseini, né le 9 septembre 1949 dans le département de Gouré au Niger et mort le 5 janvier 2021 à Neuilly-sur-Seine, est un cinéaste, réalisateur, politicien et diplomate nigérien. Il est ministre de la Communication, de la Culture, de la Jeunesse et des Sports et porte-parole du gouvernement et ambassadeur délégué permanent du Niger auprès de l'UNESCO.

## Biographie

### Enfance et formations
Inoussa Ousseini naît le 9 septembre 1949 à Kellé et meurt le 5 janvier 2021 à Paris. Il commence des études de sociologie à l'université de Tours en France, où il fonde un ciné-club étudiant. Il le consacre aux recherches sur la sexualité dans les milieux étudiants. Ses recherches sur les effets de la révolution sexuelle le mènent en Suède. Il termine ses études de sociologie par une licence,.

### Carrière cinématographie
L'intérêt d'Inoussa Ousseini pour le cinéma est éveillé par les films de son compatriote Moustapha Alassane. Il travaille comme assistant sur les films de Serge Moati que ce dernier tourne au Niger entre 1967 et 1968. À cette époque, il est également l'un des fondateurs du journal Synthèses nigériennes, dont il est responsable de la rubrique cinéma,.
Dans les années 1970 et 1980, Inoussa Ousseini réalise une série de courts métrages. Son court métrage de fiction Paris c'est joli qui  raconte les aventures d'un Africain entré illégalement en France, lui vaut le prix de la critique au FESPACO en 1976. Sous la direction d'Inoussa Ousseini, le Consortium interafricain de distribution cinématographique (CIDC) commence ses activités en 1980. Le CIDC acquiert des canaux de distribution auprès d'une filiale du groupe cinématographique français UGC, qui monopolisait de facto la distribution de films en Afrique subsaharienne francophone. Inoussa Ousseini lance également le prix Boubou Hama, le prix littéraire national du Niger, qui est décerné pour la première fois en 1989,.

#### Carrière politique
Après le coup d'État dirigé par Ibrahim Baré Maïnassara, Inoussa Ousseini est nommé au gouvernement nigérien le 1er février 1996 en tant que ministre de la Communication, de la Culture, de la Jeunesse et des Sports et porte-parole du gouvernement. Le 23 août 1996, le ministre Abdoul Ramane Seydou reprend les portefeuilles de la jeunesse et des sports. Il est remplacé de son poste de ministre de la communication et de la culture et porte-parole du gouvernement le 13 juin 1997 par Mariama Gamatié Bayard. En 2004, Inoussa  Ousseini est nommé ambassadeur et représentant permanent du Niger auprès de l'UNESCO. Il est le fondateur de festival du film documentaire Forum africain du film documentaire de Niamey, dont la première édition a eu lieu en décembre 2006 à Niamey,.

## Filmographie
Inoussa Ousseini compte plusieurs films à son actif dont,,, :
- 1970 : La Sangsue[13]
- 1974 : Paris c’est joli
- 1975 : Ganga
- 1976 : Une jeunesse face à la culture
- 1976 : Lutte saharienne
- 1976 : Médecines et médecins
- 1977 : Le griot Badye
- 1980 : Fantasia
- 1980 : Fêtes traditionnelles populaires du Niger
- 1980 : Le Soro
- 1980 : Wasan kara[14]
- 1986 : Tahoua an 2 le festival

## Mort
Inoussa Ousseini décède le 5 janvier 2021 à Paris, à l'âge de 71 ans, des suites d'une grave maladie,.